# Университет Сингулярности
Singularity University (сокращенно: SU) — частная компания, мозговой центр, бизнес-инкубатор и венчурный фонд. Singularity University находится в Кремниевой долине, соответственно его девизом является «воспитывать, вдохновлять и расширять возможности лидеров, применяя экспоненциальные технологии для решения глобальных проблем человечества». Singularity University основан в 2008 году.
Учредители: американский изобретатель и футурист Рэй Курцвайл и глава фонда X PRIZE Foundation Питер Диамандис, основоположник космического туризма. Корпоративные учредители SU — NASA, Google, Cisco, Nokia, Autodesk, Genentech, Kauffman, ePlanet Capital и другие компании из списка Fortune500.
Несмотря на то, что в своем брендинге компания использует слово «университет», она не является аккредитованным университетом и не предоставляет традиционное университетское образование. Компания имеет противоречивую репутацию, в связи с обвинениями в сексуальном насилии, растрате и дискриминации.
В 2016 году состоялось открытие филиала Singularity University в Киеве — SingularityU Kyiv Chapter.
В 2017 году Университет Сингулярности (Singularity University Moscow Chapter) начал свою работу в России
В 2020 году филиалы Singularity University открылись в Казахстане, в городах Алматы (Singularity University Almaty Chapter) и Нур-Султан (Singularity University Nur-Sultan Chapter).